# Vogelfreistätte Kauerlacher Weiher

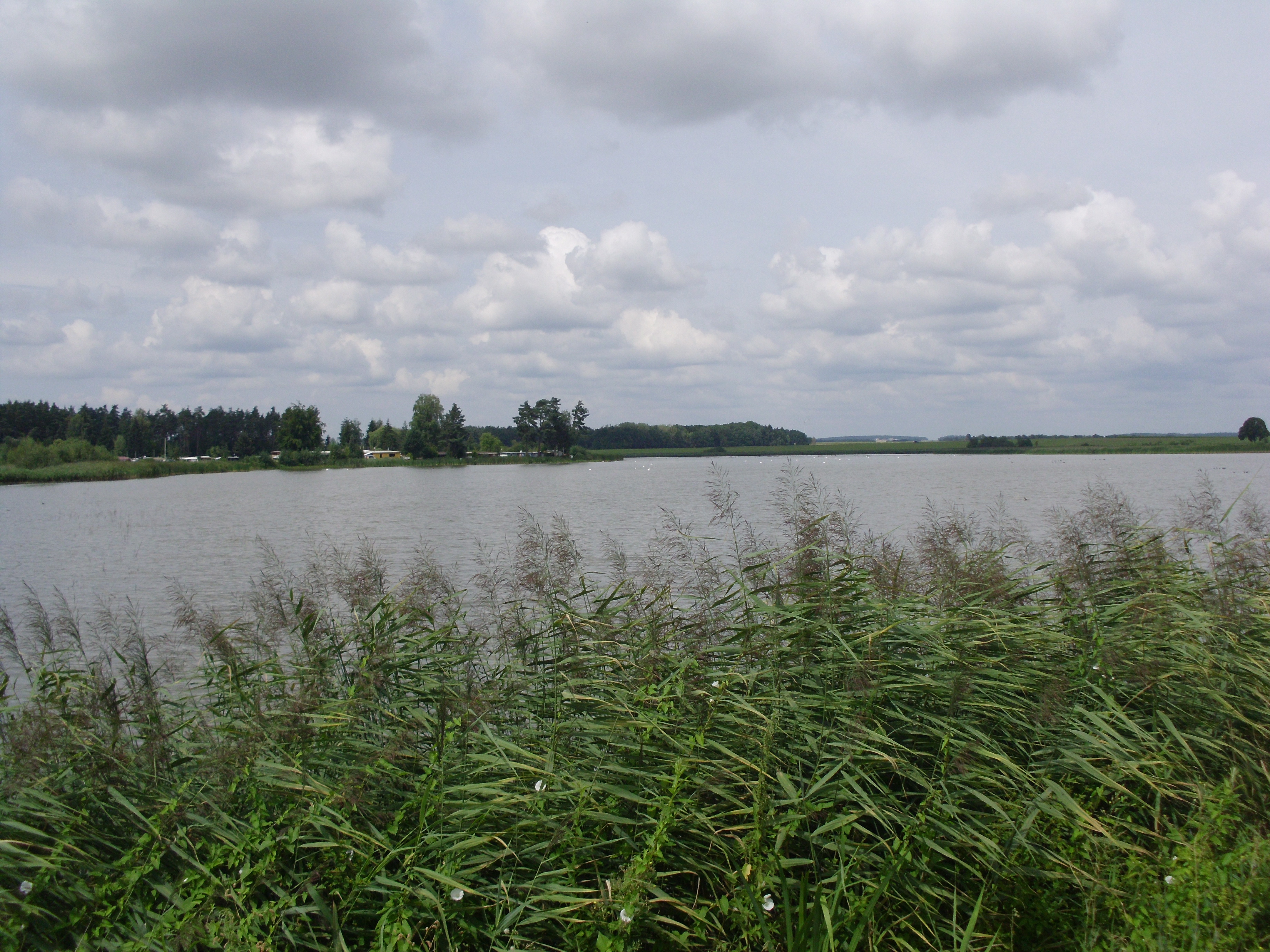
Naturschutzgebiet Vogelfreistätte Kauerlacher Weiher (August 2015)

Das Naturschutzgebiet Vogelfreistätte Kauerlacher Weiher liegt auf dem Gebiet der Stadt Hilpoltstein im mittelfränkischen Landkreis Roth in Bayern.
Das Gebiet mit dem Kauerlacher Weiher erstreckt sich nordöstlich des Hilpoltsteiner Gemeindeteils Karm und südwestlich von Forchheim, einem Gemeindeteil der Stadt Freystadt im Landkreis Neumarkt in der Oberpfalz. Westlich des Gebietes verläuft die A 9 und südlich die Staatsstraße St 2388. Nördlich fließt der Main-Donau-Kanal und östlich die Schwarzach, ein linker Zufluss der Altmühl.

## Bedeutung
Das 40,7 ha große Gebiet steht seit dem Jahr 1986 unter der Kennung NSG-00276.01 unter Naturschutz. Es handelt sich um ein naturnahes Stillgewässer. Schutzzweck ist u. a., „den Weiher mit seinen Verlandungszonen und angrenzenden Wiesen und Wäldern als ungestörten Lebensraum einer artenreichen Tier- und Pflanzenwelt zu schützen.“